# Bażant diamentowy
Bażant diamentowy (Chrysolophus amherstiae) – gatunek dużego ptaka z rodziny kurowatych (Phasianidae) występujący w Tybecie, Chinach i Mjanmie, sztucznie sprowadzony także do Wielkiej Brytanii. Nie wyróżnia się podgatunków.
Angielska nazwa bażanta diamentowego – Lady Amherst’s Pheasant – odnosi się do hrabiny Sarah, żony Williama Amhersta, gubernatora generalnego Indii. William Amherst odpowiedzialny był za przysłanie tych ptaków do Londynu na początku XIX w.

## Morfologia
Wygląd
Występuje wyraźny dymorfizm płciowy. Samiec ma zieloną głowę, z czerwoną plamą na czubku, otoczoną biało-czarną kryzą. Grzbiet zielony, skrzydła niebieskie, kuper żółto-czerwony, ogon czarno-biały. Samica jest mniejsza i o wiele mniej okazała, ubarwiona maskująco, brązowo-czarno.
Średnie wymiary
- Długość ciała: samiec 130–173 cm (w tym ogon 83–115 cm), samica 66–68 cm (w tym ogon 28–37 cm)[2]
- Masa ciała: samiec 675–850 g, samica 624–804 g[2]

## Zasięg występowania
Zasiedla południowe Chiny i północno-wschodnią Mjanmę. Został introdukowany w niektórych częściach Wielkiej Brytanii, w których przyjął się i gniazduje. W USA obserwowane są półdzikie osobniki zbiegłe z niewoli.
Komisja Faunistyczna Sekcji Ornitologicznej Polskiego Towarzystwa Zoologicznego wymienia go na liście gatunków stwierdzonych w Polsce, lecz nie zaliczonych do awifauny krajowej (kategoria E w klasyfikacji AERC – pojaw nienaturalny).

## Ekologia
Biotop
Bażant diamentowy zasiedla lasy i zarośla bambusów.
Tryb życia
Żyje w stadach. Zjada bezkręgowce i pędy bambusa.
Rozmnażanie
Zazwyczaj okres lęgowy rozpoczyna się w maju. Zniesienie liczy 6–12 jaj, które wysiadywane są przez 23–24 dni. Dojrzałość płciową uzyskuje w drugim roku życia.

## Status
Międzynarodowa Unia Ochrony Przyrody (IUCN) uznaje bażanta diamentowego za gatunek najmniejszej troski (LC – Least Concern) nieprzerwanie od 2000 roku; wcześniej (od 1988 roku) miał status „bliski zagrożenia” (NT – Near Threatened). Trend liczebności populacji uznaje się za spadkowy.